# Richard Grey, 6. Earl Grey
Richard Fleming George Charles Grey, 6. Earl Grey (*  4. März 1939 in Slough, Berkshire; † 10. September 2013) war ein britischer Adliger.

## Leben
Grey war der ältere Sohn von Albert Grey und Vera Harding. Sein Ur-Urgroßvater Admiral George Grey war der vierte Sohn von Charles Grey, 2. Earl Grey. Der Vater fiel im Zweiten Weltkrieg, als Grey drei Jahre alt war. Er besuchte das Hounslow College und studierte am Hammersmith College of Art and Building in London.
1963 erbte Grey von seinem entfernten Cousin Charles Grey, 5. Earl Grey, den Titel eines Earl Grey. Als solcher war er von 1963 bis 1999 erbliches Mitglied des House of Lords. Grey war zum Zeitpunkt seines Todes zum zweiten Mal verheiratet, nachdem die erste Ehe geschieden worden war. Beide Ehen blieben kinderlos. Er starb am 10. September 2013 nach kurzer Krankheit. Sein Nachfolger als Earl Grey wurde sein 1940 geborener Bruder Philip Grey.